# FINGER DANCIN'
『FINGER DANCIN'』（フィンガー・ダンシン）は、日本のギタリストである高中正義が1980年9月1日にリリースしたミニ・アルバムである。

## 解説
高中初のミニ・アルバムで、当時はジャンボ・シングルという形態でリリースされた。

## 収録曲

### A面
| 全作曲・編曲: 高中正義。 |                   |           |            |                |      |
| #                        | タイトル          | 作詞      | 作曲・編曲 | ホーンアレンジ | 時間 |
| 1.                       | 「SPACE WAGON」   |           | 高中正義   | 中村哲         | 8:32 |
| 2.                       | 「PLASTIC TEARS」 |           | 高中正義   |                | 3:42 |
| 合計時間:                | 合計時間:         | 合計時間: | 12:14      |                |      |

### B面
| 全作曲・編曲: 高中正義。 |                    |           |            |                |      |
| #                        | タイトル           | 作詞      | 作曲・編曲 | ホーンアレンジ | 時間 |
| 1.                       | 「FINGER DANCIN'」 |           | 高中正義   | 中村哲         | 3:50 |
| 2.                       | 「HEART ACHE」     |           | 高中正義   |                | 5:39 |
| 合計時間:                | 合計時間:          | 合計時間: | 9:29       |                |      |

## 楽曲解説

### A面
1. SPACE WAGON
  - マツダ・ファミリア イメージ・ソング
  - フジテレビ系『うる星やつら』挿入曲
  - フジテレビ系『めぞん一刻』第15話挿入曲
2. PLASTIC TEARS

### B面
1. FINGER DANCIN'
  - 日本テレビ系『あしたのジョー2』挿入曲
  - フジテレビ系『うる星やつら』挿入曲[注釈 1]
  - フジテレビ系『めぞん一刻』第15話挿入曲
2. HEART ACHE

## 参加ミュージシャン
- Keyboard & Chorus：小林"MIMI"泉美
- Drums：宮崎まさひろ
- Bass：田中章弘
- Latin Percussion：菅原裕紀
- Horns：中村哲, 沢井原兒, 砂原俊三, 中沢健二, 岡野等
- Strings：山本直親（Conductor）, KATO GROUP & OHNO GROUP